# Camaricus bipunctatus
Camaricus bipunctatus là một loài nhện trong họ Thomisidae.
Loài này thuộc chi Camaricus. Camaricus bipunctatus được miêu tả năm 2002 bởi Bastawade.